# Brigitte Schlieben-Lange
Brigitte Schlieben-Lange (Söttham, Baviera, 25 de setembre de 1943 - Frankfurt, 14 de setembre de 2000) fou una filòloga alemanya, filla de Annemarie Lange-Seidl, una de les iniciadores de la semiòtica, i neta de l'escriptor alemany Florian Seidl.
Estudià lingüística romànica i germànica, lingüística general i filosofia a les universitats de Múnic, Ais de Provença, Marsella i Tübingen, i fou deixebla d'Eugen Coşeriu. El 1971 fou catedràtica de romanística i lingüística general de la universitat de Frankfurt del Main, i el 1991 substituí Coseriu a la Universitat de Götingen. Va dedicar bona part de la seva obra a les problemàtiques tant de l'occità com del català, i alhora fou una de les iniciadores de la sociolingüística. També col·laborà amb Robèrt Lafont i fou coeditora de la revista Zeitschrift für Katalanistik (Revista de Catalanística). El 1990 dirigí el projecte Dialog der Kulturen amb l'Office Franco-Allemand pour la Jeunesse (OFAJ). L'associació Deutscher Katalanistenverband ofereix un premi en memoria seva.

## Obres
- Okzitanische und katalanische Verbprobleme (1971)
- Okzitanisch und Katalanisch. Ein Beitrag zur Soziolinguistik zweier romanischer Sprachen (1971)
- Perlokution (1974)
- Metasprache und Metakommunikation (1975)
- Soziolinguistik (1973)
- Linguistische Pragmatik (1975), influïda per Jürgen Habermas i Karl-Otto Apel
- Traditionen des Sprechens. Elemente einer pragmatischen Sprachgeschichtsschreibung (1983)
- Europäische Sprachwissenschaft um 1800. Methodologische und historiographische Beiträge zum Umkreis der Ideologie (1989)